# Гретна (футбольный клуб)
«Гре́тна» (англ. Gretna) — шотландский футбольный клуб, выступавший в Премьер-Лиге, который получил путёвку в высший дивизион страны в сезоне 2006/07, обыграв в последнем туре «Росс Каунти». «Гретна» смогла всего за пять лет из любительского клуба, представляющего Первый дивизион английской Северной Премьер-Лиги, стать профессиональной командой, которая играет в элитной лиге Шотландии. В 2008 году клуб был расформирован из-за серьёзных финансовых проблем.
В 2008 году после расформирования «Гретны» был образован любительский футбольный клуб «Гретна 2008» (Gretna F.C. 2008), не являющийся преемником старого.

## История

### Выступления в Англии
Из-за географического положения города Гретна на границе Англии и Шотландии одноимённый клуб в период с 1946 по 2002 годы был членом Футбольной ассоциации Англии.
В 1993 и 1999 годах руководство обращалось в Футбольную лигу Шотландии с просьбой о членстве. Третья попытка (в июне 2002) оказалась успешной, и команда была заявлена в Третий дивизион Шотландии.

### Выступления в Шотландии
Завершив первый сезон Третьего дивизиона 2002/03 в четвёртой по значимости шотландской лиге на шестом месте, в следующем году «Гретна» была в шаге от выхода во Второй дивизион (3 место), куда они попали по результатам розыгрыша 2004/05 (1 место).
В футбольном году 2005/06 клуб занял первое место во Втором дивизионе и дошел до финала Кубка Шотландии, который был проигран «Харт оф Мидлотиан» по пенальти. Тем не менее, «Гретна» добилась права дебютировать в Кубке УЕФА.
Став победителем Первого дивизиона 2006/07, команда добилась права участия в Премьер-лиге — высшей шотландской лиге. После расформирования в 2008 году на средства фанатов был основан новый клуб Гретна 2008, выступающий в любительских лигах Шотландии (с сезона 2013/14 — в пятом дивизионе).

### Еврокубки
В 2006 «Гретна» дебютировала в Кубке УЕФА, став первой командой из третьей по значимости шотландской лиги, принявшей участие в еврокубках. Во втором квалификационном раунде «Гретна» потерпела разгромное домашнее поражение 1:5 от ирландского «Дерри Сити». Первым еврокубковым голом шотландской команды отметился Райан Макгаффи. В ответной игре были набраны первые евроочки — ничья 2:2.

## Достижения
- Победитель Первого дивизиона Северной Лиги (1991, 1992)
- Победитель Третьего дивизиона Шотландии (2005)
- Победитель Второго дивизиона Шотландии (2006)
- Финалист Кубка Шотландии (2006)
- Победитель Первого дивизиона Шотландии (2007)

## Рекорды
- Самая крупная победа: 20:0 в матче против «Силлота» (1962)
- Самое крупное поражение: 2:9 в матче против «Эштон Юнайтед» (2000)
- Наибольшее количество очков за сезон: 98 (2004/05)
- Наибольшее количество голов в лиге за сезон: 38 — Кенни Дьючер (2004/05)
- Больше всех хет-триков за сезон: 6 — Кенни Дьючер (2004/05)